# 오윤겸 선생 묘
오윤겸 선생 묘(吳允謙 先生 墓)는 대한민국 경기도 용인시 처인구 모현읍 오산리에 있는, 조선 중기의 문신인 추탄 오윤겸(1559∼1636) 선생의 묘이다. 1987년 2월 12일 경기도의 기념물 제104호로 지정되었다.

## 개요
조선 중기의 문신인 추탄 오윤겸(1559∼1636) 선생의 묘이다.
선조 15년(1582)에 사마시에 급제하였으며, 1592년 임진왜란이 일어나자 정철의 종사관으로 발탁되었다. 광해군 9년(1617)에는 일본에 가서 임진왜란 때 잡혀갔던 포로 150여 명을 데리고 돌아왔는데, 이때부터 일본과의 수교가 정상화되었다. 1623년 인조반정이 일어나자 대사헌에 임명되고, 이어 이조·형조·예조판서를 역임하였다. 인조 2년(1624) 이괄의 난이 일어나자 왕을 공주까지 호위하였고, 이어 우의정·좌우정을 거쳐 인조 6년(1628) 영의정에 이르렀다. 이때 여러 정치 분쟁을 중재하였으며, 정치혁신을 위한 왕의 각성과 성리학에의 전념을 촉구하였다.
부인 경주 이씨와의 합장묘로 봉분은 2개이고, 묘역은 후손들이 1986년에 새로 단장하면서 봉분 아랫부분에 원형으로 둘레석을 둘렀다. 2개의 묘 사이에는 상석·향로석이 있고, 상석을 중심으로 좌우에는 동자상·망주석·문인석이 각 1쌍씩 배열되어 있다. 왼쪽 묘의 앞에 묘비가 있는데, 비문은 김상헌이 짓고 송준길이 글을 쓴 것으로, 인조 25년(1647)에 세운 것이다.

## 같이 보기
- 오윤겸

## 참고 자료
- 오윤겸 선생 묘 - 국가유산청 국가유산포털